# Белорусија на Светском првенству у атлетици на отвореном 2011.
Белорусија је на 13. Светском првенству у атлетици на отвореном 2011. одржаном у Тегу од 27. августа до 4. септембра, учествовала десети пут, односно учествовала је на свим првенствима од стицања независности до данас. Репрезентацију Белорусије представљало је 22 такмичара (5 мушкараца и 17 жена) који су се такмичили у 11. дисциплина (2 мушке и 9 женских).,
На овом првенству Белорусија је освојила једну медаљу, бронзану. Поред тога постављен је 1 рекорда сезоне. Овим успехом Белорусуска атлетска репрезентација је у укупном пласману рангирана на 20. место од укупно 204 земаље учеснице. У табели успешности (према броју и пласману такмичара који су учествовали у финалним такмичењима (првих 8 такмичара) Белорусија је са 3 учесника у финалу делила 20 место са 15 бодова.
Најуспешнија такмичарка Белорусије била је Надзеја Астапчук, која је у дисциплини бацању кугле освојила сребрну медаљу. Накнадно су и Надзеја Астапчук и Андреј Михневич (бацач кугле) дисквалификовани.
| Плас. | Земља      | 1. место | 2. место | 3. место | 4. место | 5. место | 6. место | 7. место | 8. место | Бр. финал. | Бод. |
| ----- | ---------- | -------- | -------- | -------- | -------- | -------- | -------- | -------- | -------- | ---------- | ---- |
| =20.  | Белорусија | 0        | 0        | 1        | 1        | 1        | 0        | 0        | 0        | 3          | 15   |

## Селекција атлетичара
У припремама за Светско првенство објављено је неколико листа са различитим бројевима такмичара. Последња објављена 2. августа имала је завршну листу са 23 атлетичара. Следећи спортисти појавили на прелиминарној листи за учешће али не и званичној листа учесника првенства. тако да је коначни број био 22 учесника:
| Легенда: | Укинуте дисциплине | Такмичили се у другој дисциплини |

|      | Дисциплина     | Атлетичари        |
| ---- | -------------- | ----------------- |
| Жене | 4 x 400 метара | Ирина Хљустава    |
| Жене | 4 x 400 метара | Марина Арзамасава |

## Учесници
| Мушкарци: - Андреј Михневич — Бацање кугле - Павел Лижин — Бацање кугле - Павел Кривицки — Бацање кладива - Јури Шајуну — Бацање кладива - Валериј Свјатоха — Бацање кладива | Жене: - Марина Арзамасава — 800 м - Свјатлана Усович — 800 м, Штафета 4 × 400 метара - Наталија Карејва — 1. 500 м - Ана Богданович — Штафета 4 х 100 метара - Јулија Баликина — Штафета 4 х 100 метара - Алена Невмјаржицка — Штафета 4 х 100 метара - Хана Љапешка — Штафета 4 х 100 метара - Хана Ташпулатава — Штафета 4 × 400 метара - Јулијана Јушчанка — Штафета 4 × 400 метара - Илона Усович — Штафета 4 × 400 метара - Настасја Јацевич — 20 км ходање - Настасија Мирончук-Иванова — Скок удаљ - Вероника Шуткова — Скок удаљ - Анастасија Шведова — Скок мотком - Надзеја Астапчук — Бацање кугле - Наталија Михневич — Бацање кугле - Олена Матошка — Бацање кладива |  |

## Освајачи медаља (1)

### Бронза (1)
- Андреј Михневич — Бацање кугле

## Резултати

### Мушкарци
| Атлетичар        | Дисциплина      | Лични рекорд | Група           | Група           | Полуфинале                | Полуфинале                | Финале          | Финале          | Детаљи |
| Атлетичар        | Дисциплина      | Лични рекорд | Резултат        | Место           | Резултат                  | Место                     | Резултат        | Место           | Детаљи |
| ---------------- | --------------- | ------------ | --------------- | --------------- | ------------------------- | ------------------------- | --------------- | --------------- | ------ |
| Андреј Михневич  | Бацање кугле    | 22,10 НР     | Дисквалификован | Дисквалификован |                           |                           | Дисквалификован | Дисквалификован |        |
| Павел Лижин      | Бацање кугле    | 21,21        | 19,91           | 9. у гр. Б      | Није се квалификовао      | 16 / 27                   |                 |                 |        |
| Павел Кривицки   | Бацање ккладива | 89,02        | 78,16           | 1. у гр. Б КВ   | 78,53                     | 5 / 35                    |                 |                 |        |
| Јури Шајуну      | Бацање ккладива | 80,72        | 76,74           | 3. у гр. Б кв   | Три преступа нема пласман | Три преступа нема пласман |                 |                 |        |
| Валериј Свјатоха | Бацање ккладива | 80,67        | 71,58           | 12. у гр. А     | Није се квалификовао      | 23 / 35                   |                 |                 |        |

### Жене
| Атлетичарка                | Дисциплина     | Лични рекорд | Група            | Група            | Полуфинале            | Полуфинале            | Финале                | Финале           | Детаљи |
| Атлетичарка                | Дисциплина     | Лични рекорд | Резултат         | Место            | Резултат              | Место                 | Резултат              | Место            | Детаљи |
| -------------------------- | -------------- | ------------ | ---------------- | ---------------- | --------------------- | --------------------- | --------------------- | ---------------- | ------ |
| Марина Арзамасава          | 800 м          | 1:59,30      | 2:01,97          | 4. у гр. 2 КВ    | 2:02,13               | 7. у пф. 1            | Није се квалификовала | 21 / 35 (36)     |        |
| Свјатлана Усович           | 800 м          | 1:58,11      | 2:05,62          | 7. у гр. 5       | Нису се квалификовале | Нису се квалификовале | Нису се квалификовале | 33 / 35 (36)     |        |
| Наталија Карејва           | 1.500 м        | 4:06,40      | 4:12,03          | 8. у гр. 2       | Нису се квалификовале | Нису се квалификовале | Нису се квалификовале | 19 / 35          |        |
| Ана Богданович             | 4 х 100 м      | 42,56 НР     | 44,38            | 5. у гр. 3       |                       |                       | Нису се квалификовли  | 15 / 18 (21)     |        |
| Јулија Баликина            | 4 х 100 м      | 42,56 НР     | 44,38            | 5. у гр. 3       |                       |                       | Нису се квалификовли  | 15 / 18 (21)     |        |
| Алена Невмјаржицка         | 4 х 100 м      | 42,56 НР     | 44,38            | 5. у гр. 3       |                       |                       | Нису се квалификовли  | 15 / 18 (21)     |        |
| Хана Љапешка               | 4 х 100 м      | 42,56 НР     | 44,38            | 5. у гр. 3       |                       |                       | Нису се квалификовли  | 15 / 18 (21)     |        |
| Хана Ташпулатава           | 4 х 400 м      | 3:21,85 НР   | 3:24,28 ЛРС      | 3. у гр. 1 кв    | 3:25,64               | 4 / 20                |                       |                  |        |
| Јулијана Јушчанка          | 4 х 400 м      | 3:21,85 НР   | 3:24,28 ЛРС      | 3. у гр. 1 кв    | 3:25,64               | 4 / 20                |                       |                  |        |
| Илона Усович               | 4 х 400 м      | 3:21,85 НР   | 3:24,28 ЛРС      | 3. у гр. 1 кв    | 3:25,64               | 4 / 20                |                       |                  |        |
| Свјатлана Усович           | 4 х 400 м      | 3:21,85 НР   | 3:24,28 ЛРС      | 3. у гр. 1 кв    | 3:25,64               | 4 / 20                |                       |                  |        |
| Настасја Јацевич           | 20 км ходање   | 1:29:30      |                  |                  |                       |                       | 1:34:09               | 18 / 37 (50)     |        |
| Настасија Мирончук-Иванова | скок удаљ      | 6,85         | Дисквалификована | Дисквалификована |                       |                       | Дисквалификована      | Дисквалификована |        |
| Вероника Шуткова           | скок удаљ      | 6,95         | 6,45             | 8. у гр. А       | Нису се квалификовале | 16 / 34 (36)          |                       |                  |        |
| Анастасија Шведова         | Скок мотком    | 4,65 НР      | 4,40             | 9. у гр. А       | Нису се квалификовале | 18-19 / 30 (35)       |                       |                  |        |
| Надзеја Астапчук           | Бацање кугле   | 21,09 НР     | Дисквалификована | Дисквалификована | Дисквалификована      | Дисквалификована      |                       |                  |        |
| Наталија Михневич          | Бацање кугле   | 20,70        | 18,88            | 5. у гр. А КВ    | 18,47                 | 9 / 23 (25)           |                       |                  |        |
| Олена Матошка              | Бацање кладива | 73,83        | 68,23            | 8. у гр. Б       | Није се квалификовала | 16 / 30               |                       |                  |        |